# Circoscrizione elettorale Liguria (Regno d'Italia)
La circoscrizione elettorale Liguria è stata una circoscrizione elettorale di lista del Regno d'Italia per l'elezione della Camera dei deputati.

## Storia
La circoscrizione fu creata con l'istituzione del collegio unico nazionale tramite regio decreto del 13 dicembre 1923, n. 2694.
Sulla base del censimento della popolazione del 1921, alla circoscrizione vennero assegnati 18 deputati (12 per la lista prevalente e 6 per le liste di minoranza) rispetto ai 17 stabiliti per le corrispondenti province fino alle elezioni del 1921.
La circoscrizione fu abolita con legge 15 febbraio 1925, n. 122.
| Legislature     | VIII | IX   | X    | XI   | XII  | XIII | XIV  | XV   | XVI  | XVII | XVIII | XIX  | XX   | XXI  | XXII | XXIII | XXIV | XXV  | XXVI | XXVII | XXVIII | XXIX | XXX  |
| --------------- | ---- | ---- | ---- | ---- | ---- | ---- | ---- | ---- | ---- | ---- | ----- | ---- | ---- | ---- | ---- | ----- | ---- | ---- | ---- | ----- | ------ | ---- | ---- |
| Elezioni        | 1861 | 1865 | 1867 | 1870 | 1874 | 1876 | 1880 | 1882 | 1886 | 1890 | 1892  | 1895 | 1897 | 1900 | 1904 | 1909  | 1913 | 1919 | 1921 | 1924  | 1929   | 1934 | 1939 |
| Deputati eletti |      |      |      |      |      |      |      |      |      |      |       |      |      |      |      |       |      |      |      | 18    |        |      |      |
|                 |      |      |      |      |      |      |      |      |      |      |       |      |      |      |      |       |      |      |      |       |        |      |      |
| Totale eletti   | 443  | 493  | 493  | 508  | 508  | 508  | 508  | 508  | 508  | 508  | 508   | 508  | 508  | 508  | 508  | 508   | 508  | 508  | 535  | 535   | 400    | 400  |      |
| Numero collegi  | 443  | 493  | 493  | 508  | 508  | 508  | 508  | 135  | 135  | 135  | 508   | 508  | 508  | 508  | 508  | 508   | 508  | 54   | 40   | 15    | 1      | 1    |      |

## Territorio
Comprendeva le province di Genova e Porto Maurizio e aveva come capoluogo Genova.

## Dati elettorali
| Partito                            | Partito                            | Risultati 6 aprile 1924 | Risultati 6 aprile 1924 | Risultati 6 aprile 1924 | Seggi | Seggi |
| Partito                            | Partito                            | Voti                    | %                       | ±                       | Num   | ±     |
| ---------------------------------- | ---------------------------------- | ----------------------- | ----------------------- | ----------------------- | ----- | ----- |
|                                    | Nazionale                          | 123 633                 | 52,34                   | n.d.                    | 12    | n.d.  |
|                                    | Socialista unitario                | 40 215                  | 17,03                   | n.d.                    | 2     | n.d.  |
|                                    | Popolare                           | 30 521                  | 12,92                   | n.d.                    | 2     | n.d.  |
|                                    | Liberale                           | 13 258                  | 5,61                    | n.d.                    | 1     | n.d.  |
|                                    | Comunista                          | 12 569                  | 5,32                    | n.d.                    | 1     | n.d.  |
|                                    | Socialista massimalista            | 9 795                   | 4,15                    | n.d.                    | 0     | n.d.  |
|                                    | Repubblicano                       | 3 985                   | 1,69                    | n.d.                    | 0     | n.d.  |
|                                    | Partito dei Contadini              | 2 222                   | 0,94                    | n.d.                    | 0     | n.d.  |
|                                    |                                    |                         |                         |                         |       |       |
| Iscritti                           | Iscritti                           | 429 601                 | 100,00                  |                         |       |       |
| ↳ Votanti (% su iscritti)          | ↳ Votanti (% su iscritti)          | 252 702                 | 58,82                   | n.d.                    |       |       |
| ↳ Voti validi (% su votanti)       | ↳ Voti validi (% su votanti)       | 236 198                 | 93,47                   |                         |       |       |
| ↳ Schede non valide (% su votanti) | ↳ Schede non valide (% su votanti) | 16 504                  | 6,53                    |                         |       |       |
| ↳ Astenuti (% su iscritti)         | ↳ Astenuti (% su iscritti)         | 176 899                 | 41,18                   |                         |       |       |

| Eletti | Eletti                        |
| ------ | ----------------------------- |
|        | Dionigi Biancardi             |
|        | Eugenio Broccardi             |
|        | Giovanni Celesia di Vegliasco |
|        | Bramante Cucini               |
|        | Rino De Nobili Di Vezzano     |
|        | Ferruccio Lantini             |
|        | Alessandro Lessona            |
|        | Corrado Marchi                |
|        | Osvaldo Moreno                |
|        | Giovanni Pala                 |
|        | Rodolfo Savelli               |
|        | Elvidio Zancani               |
|        | Giuseppe Canepa               |
|        | Francesco Rossi               |
|        | Antonio Boggiano Pico         |
|        | Paolo Cappa                   |
|        | Michelino Poggi               |
|        | Antonio Graziadei             |